# 군수 (행정가)
군수(郡守)는 군의 행정기관장이다.

## 역사
신라 때에 태수라 부르다가, 고려와 조선 때에 군수라 고쳐 불린 것이 현재까지 이어져 군의 기관장을 말한다.

## 직급
조선왕조 때 군수는 종4품 품계의 관직이었다. 대한민국에서 민선 기초지방자치단체장으로 선출된 군수는 공무원 3급에 상당하는 대우를 받는다. 민선 이전의 관선 시기에는 기본적으로 국가직 4급 서기관이 임명되는 자리였다.

## 남북으로 분리된 군
철원군 전 지역이 38선 이북에 위치하여 광복 직후(1945년 9월 2일) 소련군정의 관할 아래 들어갔고, 한국 전쟁 중에는 철의 삼각지대의 격전지여서 이 지역을 가로질러 군사분계선이 설정되어 군역(郡域)이 남북으로 분단되었다. 현재 철원군은 대한민국과 조선민주주의인민공화국 양쪽 모두 설치하고 있는 행정구역이다.

## 같이 보기
- 도지사
- 시장
- 구청장

## 참고 하기
- 군수